# Gangubai Kothewali
Gangubai Harjeevandas, más conocida como Gangubai Kothewali  o Gangubai Kathiawadi, fue una activista social india, prostituta y señora de un burdel en el área de Kamathipura de Bombay durante la década de 1960. Gangubai hizo mucho trabajo por mejorar las condiciones de las prostitutas y por el bienestar de los huérfanos. Gradualmente terminó operando su propio burdel y se sabe que también presionó por los derechos de las prostitutas.

## Vida
Su pretendiente, Ramnik Lal, la vendió a la prostitución a una edad temprana, después de huir de su casa a Bombay. Llegó a ser conocida como la 'Señora de Kamathipura' por ser una proxeneta influyente en la ciudad con conexiones en los bajos fondos, traficando drogas. Más adelante en su vida (presumiblemente en 1964), conoció a Jawaharlal Nehru para hablar sobre la difícil situación de las prostitutas y mejorar sus condiciones de vida.
Mafia Queens of Mumbai (2011) de Hussain Zaidi contiene información sobre la vida de trece mujeres que fueron influyentes en el hampa de Bombay. En él, Zaidi también da información sobre Gangubai. Según esto, Gangubai procedía de una familia muy educada, estaba obsesionada con trabajar en películas y era fan de Dev Anand. Gangubai, de 16 años, y su pretendiente Ramnik Lal, de 28, huyeron a Bombay y se casaron. Pero a los pocos días del matrimonio, cuando el dinero robado a sus padres se terminó, su esposo la vendió en un kuntankhana (burdel) por 500 rupias. De mala gana, Gangubai comenzó a trabajar como prostituta. En poco tiempo, Gangubai se convirtió en la líder de algunos kuntankhanas. Un matón llamado Shaukat Khan Pathan comenzó a explotarla financiera y físicamente. Gangubai fue ante el jefe de los bajos fondos de la ciudad en la época, Karim Lala para quejarse de Pathan. Lala le aseguró que la ayudaría y a cambio ella le ató un rakhi (cordón de algodón o seda que como amuleto protector o símbolo de su mutua dependencia las hermanas atan como muñequera a los hermanos). Después de esto, Shaukat Khan fue advertido y maltratado por Lala.
Desde entonces, la reputación de Gangubai como la supuesta hermana de Karim Lala creció y se mantuvo hasta la década de 1960. La escuela secundaria para niñas St. Anthony's, que se estableció en Kamathipura en 1922, inició una campaña para limpiar el área de "mala influencia". Esto condujo a una orden de mudar el burdel. Gangubai se opuso con vehemencia a esto y efectivamente presentó su caso al entonces primer ministro Jawaharlal Nehru y, como resultado, el burdel no fue movido.[cita requerida]
Durante este tiempo, Gangubai también estuvo trabajando con los problemas de huérfanos y mujeres en el negocio de la prostitución. Gangubai aconsejó y envió de regreso a muchas chicas jóvenes, que habían huido de sus hogares para trabajar en películas y quedaron atrapadas en la prostitución. Por esta razón, todos solían llamar respetuosamente a Gangubai Ganga Maa (madre). Tras su muerte, fotografías y estatuas fueron erigidas reverencialmente con su figura en burdeles de la zona.

## En la cultura popular
Su vida se documentó en el libro de 2011 Mafia Queens of Mumbai, del escritor y periodista de investigación Hussain Zaidi.
La película india en hindi Gangubai Kathiawadi, del 2022, se basa en la vida de Gangubai Kothewali y en un capítulo del libro de Zaidi, la dirigió Sanjay Leela Bhansali y la protagoniza la actriz Alia Bhatt en el personaje principal.